# Инга Бабакова
Инга Бабакова (укр. Інга Альвідосівна Бабакова рођена Буткус, Ашхабад, Туркменистан, 27. јун 1967) била је совјетска, а затим украјинска атлетичарка, специјалиста за скок увис.
Бабакова је по националности Литванка. Живи у Украјини. Има сина Герогија рођеног у јуну 1990. Године 1995. 13 пута је скочила преко 2 метра, а 1996. 10 пута. Висока је 1,80 метара, а тешка 60 kg.
Три пута се квалификовала за Летње олимпијске игре и увек се пласирала у финале. На првим Играма 1996. у Атланти освојила је бронзану медаљу скоком од 2,01 метар. Четири године касније у Сиднеју, заузела је пето, у Атини 2004. девето место.
На пет Светских првенстава на отвореном је освајала медаље. Највреднија је златна са Првенства 1999. у Севиљи. Поред ње освајала је два пута сребрну и два пута бронзану медаљу.

## Лични рекорди
на отвореном
- 2,05 — Токио, 15. септембар 1995.

у дворани
- 2,00 — Лисабон, 9. март 2001.